# Fericea, Maramureș
Fericea este un sat în comuna Valea Chioarului din județul Maramureș, Transilvania, România.

## Etimologie
Etimologia numelui localității: din n. top. (La) Ferice (< subst. dial. ferice „ferigă") + suf. top. -a. 

## Demografie
La recensământul din 2011, populația era de 463 locuitori. 

## Secvențe istorice
Prima atestare documentară: 1733 (Felicsa). 
În perioada interbelică, învățătorul Pop Dariu (1887, Măgura Ilvei-1965) a întreprins o cercetare privind existența inscripțiilor sătmărene. La Fericea care într-o epocă aparținea de comitatul Satu Mare cercetătorul a descoperit o carte religioasă copiată, scrisă de mână în limba română într-un limbaj arhaic, ceea ce după opinia sa este o dovadă a vechimii locuirii românilor în acea localitate. Pentru exemplificare se oferă textul "și acel domn îl chiema pe nume Urie dereapt aceia David împărat el șede pe scaunul împărății sale în Ierusalim și pe Urie el ul mâna la războiu în chipul său și era foarte cu noruc și cu străiște mare la războiu că el toate alenșigurile lui David le bătea".